# Persone di cognome Marini
| Questa pagina contiene informazioni ricavate automaticamente dalle voci biografiche con l'ausilio del template Bio e di un bot. L'aggiornamento è periodico e automatico e ricostruisce completamente la pagina. Se manca una persona in questa lista, sei pregato di non aggiungerla, ma accertati piuttosto che la sua voce biografica contenga il template Bio e che i dati anagrafici siano correttamente compilati. Se il template Bio manca, inseriscilo tu stesso o, in alternativa, metti l'avviso {{tmp\|Bio}} che ne segnala la mancanza. Se i dati riportati sono sbagliati, correggi direttamente la voce biografica; le modifiche saranno visibili in questa lista entro pochi giorni. Per chiarimenti vedi il progetto antroponimi. La lista contiene solo le 85 persone che sono citate nell'enciclopedia e per le quali è stato implementato correttamente il template Bio. Pagina aggiornata al 23 apr 2025. |

Questa è una lista di persone presenti nell'enciclopedia che hanno il cognome Marini, suddivise per attività principale.

## Allenatori di calcio(5)
- Franco Marini, allenatore di calcio e ex calciatore italiano (Cormons, n. 1940)
- Giancarlo Marini, allenatore di calcio e ex calciatore italiano (Roma, n. 1964)
- Gianpiero Marini, allenatore di calcio e ex calciatore italiano (Lodi, n. 1951)
- Nereo Marini, allenatore di calcio e calciatore italiano (San Giovanni Lupatoto, n. 1908 - Verona, † 1978)
- Pablo Marini, allenatore di calcio e ex calciatore argentino (Santa Fe, n. 1967)

## Ammiragli(1)
- Giuseppe Marini, ammiraglio italiano (Trapani, n. 1899 - Roma, † 1969)

## Anarchici(1)
- Giovanni Marini, anarchico e poeta italiano (Sacco, n. 1942 - Salerno, † 2001)

## Arbitri di calcio(1)
- Valerio Marini, arbitro di calcio italiano (Roma, n. 1982)

## Architetti(1)
- Girolamo Marini, architetto italiano (Thérouanne, † 1553)

## Arcivescovi cattolici(4)
- Francesco De Marini, arcivescovo cattolico italiano (Genova, n. 1630 - † 1700)
- Leonardo Marini, arcivescovo cattolico e teologo italiano (Chio, n. 1509 - Roma, † 1573)
- Marino Marini, arcivescovo cattolico e diplomatico italiano (Ascoli Piceno, n. 1804 - Ascoli Piceno, † 1885)
- Piero Marini, arcivescovo cattolico italiano (Valverde, n. 1942)

## Artisti(1)
- Marino Marini, artista, scultore e pittore italiano (Pistoia, n. 1901 - Viareggio, † 1980)

## Attori(1)
- Gilles Marini, attore e modello francese (Grasse, n. 1976)

## Attrici(2)
- Renata Marini, attrice e doppiatrice italiana (Bologna, n. 1904 - Roma, † 1972)
- Virginia Marini, attrice italiana (Alessandria, n. 1844 - Roma, † 1918)

## Aviatori(2)
- Giuseppe Marini, aviatore e generale italiano (Torre Annunziata, n. 1897 - Brescia, † 1974)
- Marino Marini, aviatore italiano (Castel Goffredo, n. 1911 - Padova, † 1959)

## Bassi(1)
- Ignazio Marini, basso italiano (Tagliuno, n. 1811 - Milano, † 1873)

## Calciatori(9)
- Alfredo Marini, calciatore italiano (Roma, n. 1915 - Nemi, † 1999)
- Carlo Marini, ex calciatore canadese (Vancouver, n. 1972)
- Mario Marini, ex calciatore e allenatore di calcio italiano (San Martino Buon Albergo, n. 1929)
- Mario Marini, calciatore italiano (Prato, n. 1908)
- Maurizio Marini, calciatore e dirigente sportivo italiano (Loreto, n. 1912 - † 1988)
- Silvio Marini, calciatore italiano (Pola, n. 1912)
- Stefan Marini, ex calciatore svizzero (n. 1965)
- Stefano Marini, ex calciatore italiano (Firenze, n. 1968)
- Vittorio Marini, ex calciatore italiano (Montréal, n. 1954)

## Calciatrici(1)
- Marianna Marini, ex calciatrice e allenatrice di calcio italiana (Milano, n. 1981)

## Cantanti(1)
- Marino Marini, cantante, pianista e compositore italiano (Seggiano, n. 1924 - Milano, † 1997)

## Cantautrici(1)
- Giovanna Marini, cantautrice italiana (Roma, n. 1937 - Roma, † 2024)

## Cardinali(3)
- Carlo Maria Marini, cardinale italiano (Genova, n. 1667 - Genova, † 1747)
- Nicolò Marini, cardinale italiano (Roma, n. 1843 - Roma, † 1923)
- Pietro Marini, cardinale italiano (Roma, n. 1794 - Roma, † 1863)

## Cestisti(2)
- Leonardo Marini, cestista italiano (Padova, n. 1995)
- Pierpaolo Marini, cestista italiano (Atri, n. 1993)

## Ciclisti su strada(1)
- Nicolas Marini, ex ciclista su strada italiano (Iseo, n. 1993)

## Doppiatori(1)
- Carlo Marini, doppiatore, direttore del doppiaggio e attore italiano (Spoleto, n. 1950 - Roma, † 2019)

## Ebraisti(1)
- Marco Marini, ebraista italiano (Brescia, n. 1542 - Brescia, † 1594)

## Fumettisti(2)
- Enrico Marini, fumettista italiano (n. 1969)
- Roberto Marini, fumettista italiano (Tarquinia, n. 1958)

## Funzionari(1)
- Francesco Chiaffredo Marini, funzionario italiano (Cesana, n. 1772 - Torino, † 1839)

## Giuristi(2)
- Annibale Marini, giurista italiano (Catanzaro, n. 1940)
- Francesco Saverio Marini, giurista italiano (Roma, n. 1973)

## Informatici(1)
- Giacomo Marini, informatico e imprenditore italiano (Cugnoli, n. 1951)

## Librettisti(1)
- Girolamo Maria Marini, librettista italiano (Recanati, n. 1801 - † 1867)

## Militari(4)
- Adolfo Marini, militare italiano (Viterbo, n. 1917 - Africa Settentrionale Italiana, † 1941)
- Filippo Marini, militare italiano (Messina, n. 1906 - Zallalò, † 1936)
- Giovanni Marini, militare italiano (Pistoia, n. 1911 - Selaclacà, † 1936)
- Giuseppe Marini, militare e aviatore italiano (Adrara San Martino, n. 1915 - Borjas Blancas, † 1938)

## Musicisti(1)
- Bruno Marini, musicista italiano (Verona, n. 1958)

## Nuotatori(1)
- Mauro Marini, ex nuotatore italiano

## Patrioti(1)
- Ludovico Marini, patriota italiano (Orvieto, n. 1820 - Roma, † 1888)

## Piloti motociclistici(1)
- Luca Marini, pilota motociclistico italiano (Urbino, n. 1997)

## Pittori(6)
- Andrea Pasqualino Marini da Recanati, pittore italiano (Recanati - Roma)
- Antonio Maria Marini, pittore italiano (Venezia, n. 1668 - Venezia, † 1725)
- Antonio Marini, pittore, incisore e restauratore italiano (Prato, n. 1788 - Firenze, † 1861)
- Benedetto Marini, pittore italiano (Urbino - Piacenza, † 1630)
- Graziano Marini, pittore italiano (Todi, n. 1957)
- Oreste Marini, pittore e critico d'arte italiano (Castel Goffredo, n. 1909 - Castiglione delle Stiviere, † 1992)

## Pittrici(1)
- Egle Marini, pittrice e poetessa italiana (Pistoia, n. 1901 - Viareggio, † 1983)

## Poeti(2)
- Augusto Marini, poeta italiano (Roma, n. 1834 - Berna, † 1897)
- Giovanni Battista Marini, poeta italiano (Tarquinia, n. 1902 - Tarquinia, † 1980)

## Politiche(1)
- Catiuscia Marini, politica italiana (Todi, n. 1967)

## Politici(3)
- Cesare Marini, politico italiano (San Demetrio Corone, n. 1938)
- Giulio Marini, politico italiano (Viterbo, n. 1957)
- Michele Marini, politico italiano (Frosinone, n. 1961)

## Presbiteri(1)
- Marino Marini, presbitero e archivista italiano (Santarcangelo di Romagna, n. 1783 - Roma, † 1855)

## Pubblicitari(1)
- Lorenzo Marini, pubblicitario, scrittore e artista italiano (Monselice, n. 1958)

## Registi(1)
- Franco Marini, regista, attore e sceneggiatore italiano (Merano, n. 1935 - Merano, † 2014)

## Sassofonisti(1)
- Lou Marini, sassofonista statunitense (Charleston, n. 1945)

## Sceneggiatori(1)
- Alberto Marini, sceneggiatore, regista cinematografico e produttore cinematografico italiano (Torino, n. 1972)

## Schermidori(2)
- Fiorenzo Marini, schermidore italiano (Vienna, n. 1914 - Chieri, † 1991)
- Tommaso Marini, schermidore italiano (Ancona, n. 2000)

## Scienziati(1)
- Efisio Marini, scienziato italiano (Cagliari, n. 1835 - Napoli, † 1900)

## Scrittori(1)
- Giovanni Ambrogio Marini, scrittore italiano (Venezia, n. 1596 - Genova, † 1668)

## Scultori(1)
- Giovan Angelo Marini, scultore italiano

## Showgirl(1)
- Valeria Marini, showgirl, attrice e imprenditrice italiana (Roma, n. 1967)

## Sindacalisti(1)
- Franco Marini, sindacalista e politico italiano (San Pio delle Camere, n. 1933 - Roma, † 2021)

## Storici(2)
- Alfonso Marini, storico italiano (Caserta, n. 1949)
- Luigi Gaetano Marini, storico, archeologo e giurista italiano (Santarcangelo di Romagna, n. 1742 - Parigi, † 1815)

## Tenori(1)
- Luigi Marini, tenore italiano (Ascoli Piceno, n. 1884 - Ascoli Piceno, † 1942)

## Vescovi cattolici(1)
- Guido Marini, vescovo cattolico italiano (Genova, n. 1965)

## Violinisti(1)
- Biagio Marini, violinista e compositore italiano (Brescia, n. 1594 - Venezia, † 1663)